# Kommunikationsutskottet
Kommunikationsutskottet (KoU) är ett permanent utskott i Finlands riksdag som har till uppgift att behandla frågor som gäller väg-, järnvägs- och insjötrafik samt luft- och sjöfart, transporträttigheter och arbetstidsbestämmelser inom transportbranschen - till den del de berör trafiksäkerheten - vidare posten, datatrafiken, radio- och tv-verksamhet och övriga telekommunikationer samt Rundradion. Kommunikationsutskottet består i likhet med de övriga permanenta fackutskotten av 17 medlemmar och 9 ersättare.